# Sulayman Bah (Leichtathlet, 1986)
Sulayman „Saul“ Bah (* 21. Januar 1986 in Gambia) ist ein gambisch-schwedischer Sprinter der sich auf die 100-Meter-Strecke spezialisiert hatte.

## Leben
Der gebürtige Gambier Bah zog 2006 nach Manchester (Großbritannien), wo er seine Frau fand. 2011 zogen sie nach Schweden und Bah erwarb dort später die schwedische Staatsbürgerschaft. Er trainierte beim Ullevi FK Göteborg.
Bah gewann die schwedische Meisterschaft im Meisterschaftsjahr 2014 und im folgenden Jahr Silber bei den 60 m Indoor Sweden Championships. Im Juni 2015 lief er in Skara 100 Meter zu einer Zeit von 10,22, der drittschnellsten Zeit in der schwedischen Geschichte.
2016 und 2018 gewann er Gold bei den schwedischen Meisterschaften in der 4 × 100-m-Staffel.

## Bestzeiten
| Disziplin      | Ergebnis | Datum          | Ort     | Wettbewerb |
| -------------- | -------- | -------------- | ------- | ---------- |
| 100-Meter-Lauf | 10,22 s  | 6. Juni 2015   | Skara   |            |
| 200-Meter-Lauf | 21,62 s  | 3. August 2013 | Mölndal |            |